# Жипов
Жипов (слч. Žipov) насељено је мјесто са административним статусом сеоске општине (слч. obec) у округу Прешов, у Прешовском крају, Словачка Република.

## Становништво
| Година:    | 1994. | 2004.   | 2014.    | 2024.   |
| ---------- | ----- | ------- | -------- | ------- |
| Број људи: | 261   | 249     | 293      | 287     |
| Разлика:   |       | -4,59 % | +17,67 % | -2,04 % |

| Година:    | 2023. | 2024.   |
| ---------- | ----- | ------- |
| Број људи: | 289   | 287     |
| Разлика:   |       | -0,69 % |

Према подацима о броју становника из 2024. године насеље је имало 287 становника.